# 佐藤水菜
佐藤水菜（日语：／ Satō Mina，1998年12月7日—），日本女子自行车运动员，2021年世界场地自行车锦标赛女子凯林赛银牌得主、2022年世界场地自行车锦标赛女子凯林赛银牌得主。